# 74370 Kolářjan
74370 Kolářjan è un asteroide della fascia principale. Scoperto nel 1998, presenta un'orbita caratterizzata da un semiasse maggiore pari a 2,7918964 UA e da un'eccentricità di 0,2425036, inclinata di 10,06164° rispetto all'eclittica.